# Luci del varietà
Luci del varietà is een Italiaanse dramafilm uit 1950 onder regie van Federico Fellini en Alberto Lattuada.

## Verhaal
Liliana Antonelli loopt van huis weg en sluit zich aan bij een rondreizend toneelgezelschap. Ze groeit al snel uit tot een topactrice. De oudere Checco Dal Monte wordt verliefd op haar en wil samen met haar een nieuw gezelschap oprichten.

## Rolverdeling
| Acteur             | Personage                            |
| ------------------ | ------------------------------------ |
| Peppino De Filippo | Checco Dal Monte                     |
| Carla Del Poggio   | Liliana Antonelli                    |
| Giulietta Masina   | Melina Amour                         |
| John Kitzmiller    | Johnny                               |
| Folco Lulli        | Adelmo Conti, de minnaar van Liliana |
| Dante Maggio       | Remo                                 |
| Checco Durante     | Schouwburgdirecteur                  |
| Gina Mascetti      | Valeria del Sole                     |
| Giulio Calì        | Edison Will                          |
| Silvio Bagolini    | Bruno Antonini                       |
| Giacomo Furia      | Hertog                               |
| Mario De Angelis   | Moema                                |
| Vanja Orico        | Vader van Melina                     |
| Renato Malavasi    | Hotelhouder                          |
| Joseph Falletta    | Pistolero Bill                       |